# George Benson
George Benson (Pittsburgh, 22 de Março de 1943) é um cantor e guitarrista norte-americano de jazz.
Benson nasceu numa família de refinados músicos amadores. Aos seis anos já tinha começado a se apresentar ao público. Um ano depois, sua mãe se casou com um eletricista que também tocava guitarra de jazz amplificada. O jovem George implorou ao padrasto que lhe ensinasse a tocar. Infelizmente, suas mãos eram pequenas demais para alcançar o instrumento em toda a sua extensão e ele acabou ganhando um ukulele (pequeno instrumento havaiano de quatro cordas). Mesmo assim, alguns anos mais tarde, Benson ganhou a sua primeira guitarra. Em 1953 - ainda com 10 - ele gravou o single "She Makes Me Mad" nos estúdios da RCA.
Em 1963, Benson lança seu primeiro disco, "The New Boss Guitar Of George Benson", pelo selo Prestige, passando ainda por diversas gravadoras durante a década de 60. Até que em 1971, ele assina pela gravadora CTI, onde o produtor Creed Taylor tenta promover um novo estilo musical, fundindo jazz e pop. Pela CTI, Benson começa a crescer cada vez mais no mundo da música e em 1975, ele alcança seu primeiro sucesso com "Supership". A partir de 1976 Benson redirecionou sua carreira completamente deixando de lado o jazz e caminhando para o pop.
Em 1977, George Benson gravou, pela primeira vez, um dos grandes sucessos de sua carreira: "The Greatest Love of All", um grande sucesso internacional que foi tema do filme "The Greatest", uma cinebiografia do grande lutador de boxe Muhammad Ali, lançado no mesmo ano. É George Benson o intérprete original desta canção, que, um ano depois, gravou novamente "The Greatest Love of All", dessa vez ao vivo, em seu álbum "Weekend in L.A.", lançado em 1978. Duas das inúmeras coletâneas de George Benson se chamam "The Greatest Hits of All" (trocando o "Love" por "Hits"), ambas lançadas em 2003, em referência a esta linda canção, de autoria dos falecidos compositores Michael Masser e Linda Creed.
Ao longo dos anos, Benson continuou gravando diversos sucessos, entre eles, "This Masquerade", "Breezin", "In Flight", "Nature Boy" e "On Broadway". Até que em 1980, seu disco "Give Me The Night" (produzido por Quincy Jones), conquista o Grammy, com uma suave e dançante combinação musical.
Hits floresciam rapidamente na vida de George Benson nos anos 80, à medida que abandonava suas raízes no jazz em busca da acessibilidade do pop. Em 1981, "Turn Your Love Around" chegou ao top 30 inglês, enquanto que em 1982, "Never Give Up On A Good Thing" se saiu melhor ainda, chegando a 14ª posição. 
Sua canção romântica "In Your Eyes", lançada em 1983, chegou à posição número #7 no Reino Unido, a melhor posição de Benson no UK Singles Chart. "In Your Eyes" também fez sucesso no Brasil, ficando entre as canções mais tocadas no país em 1983, inserida na trilha sonora da novela Guerra dos Sexos, em sua primeira versão exibida pela Rede Globo no mesmo ano.
Em 2006, em uma parceria com o cantor Al Jarreau, lançou o álbum "Givin' It Up, um disco com um repertório variado de estilos abordados sempre com sua veia jazzistica. Este trabalho foi altamente reconhecido, tendo recebido Grammy e várias outras premiações.
Em Setembro de 2013, no Brasil, Benson fez um show no palco Sunset do Rock In Rio no Rio de Janeiro, reeditando a parceria com o músico brasileiro Ivan Lins. Este show foi aclamado como um dos melhores do evento.
Atualmente, George Benson se apresenta com um show em homenagem a Nat King Cole, um de seus grandes ídolos musicais. Ele é casado e vive com sua esposa, Johnnie Lee desde 1965 e tem sete filhos. Benson, descreve sua música como focada no amor e romance ao invés de sexualidade devido a sua relação com a família e de sua prática e orientação religiosa. Benson é Testemunha de Jeová.

## Discografia
| Título                                            | Ano de lançamento |  |  |
| ------------------------------------------------- | ----------------- |  |  |
| George Benson/Jack McDuff                         | 1964              |  |  |
| The New Boss Guitar                               | 1964              |  |  |
| Benson Burner                                     | 1965              |  |  |
| This is Jazz, Vol. 9                              | 1965              |  |  |
| Its Uptown                                        | 1966              |  |  |
| George Benson Cookbook                            | 1966              |  |  |
| Benson Burner                                     | 1966              |  |  |
| Blue Benson                                       | 1967              |  |  |
| Willow Weep For Me                                | 1967              |  |  |
| Giblet Gravy                                      | 1968              |  |  |
| Shape of Things to Come                           | 1968              |  |  |
| Goodies                                           | 1968              |  |  |
| Tell It Like It Is                                | 1969              |  |  |
| The other side of Abbey Road                      | 1969              |  |  |
| I Got A Woman And Some Blues                      | 1970              |  |  |
| Beyond the Blue Horizon                           | 1971              |  |  |
| White Rabbit                                      | 1971              |  |  |
| Jazz on a Sunday Afternoon Vol. 1 & 2             | 1973              |  |  |
| Wichcraft                                         | 1973              |  |  |
| Body Talk                                         | 1973              |  |  |
| Bad Benson                                        | 1974              |  |  |
| In Concert-Carnegie Hall                          | 1975              |  |  |
| Good King Bad                                     | 1975              |  |  |
| Breezin                                           | 1976              |  |  |
| Benson & Farrell                                  | 1976              |  |  |
| In Flight                                         | 1977              |  |  |
| Livin Inside Your Love                            | 1977              |  |  |
| Weekend in L.A                                    | 1977              |  |  |
| Space Album                                       | 1978              |  |  |
| In Your Eyes                                      | 1978              |  |  |
| Take Five                                         | 1979              |  |  |
| Cast Your Fate to the Wind                        | 1980              |  |  |
| Give Me The Night                                 | 1980              |  |  |
| GB                                                | 1981              |  |  |
| The George Benson Collection                      | 1981              |  |  |
| Pacific Fire                                      | 1983              |  |  |
| 20-20                                             | 1984              |  |  |
| Live in Concert                                   | 1984              |  |  |
| While The City Sleeps…                            | 1986              |  |  |
| Collaboration                                     | 1987              |  |  |
| Twice the Love                                    | 1988              |  |  |
| Tenderly                                          | 1989              |  |  |
| Big Boss Band                                     | 1990              |  |  |
| The Essence of George Benson                      | 1992              |  |  |
| Love Remembers                                    | 1993              |  |  |
| The Most Exciting New Guitarist on the Jazz Scene | 1994              |  |  |
| California Dreamin'                               | 1996              |  |  |
| Lil Darlin'                                       | 1996              |  |  |
| Thats Right                                       | 1996              |  |  |
| Standing Together                                 | 1998              |  |  |
| Masquerade                                        | 1998              |  |  |
| The Masquerade Is Over                            | 1999              |  |  |
| Absolute Benson                                   | 2000              |  |  |
| All Blues                                         | 2001              |  |  |
| After Hours                                       | 2002              |  |  |
| The Greatest Hits of All                          | 2003              |  |  |
| Irreplaceable                                     | 2004              |  |  |
| Givin' It Up (with Al Jerreau)                    | 2006              |  |  |
| Songs And Stories                                 | 2009              |  |  |
| Guitar Man                                        | 2011              |  |  |
| Inspiration: A Tribute to Nat King Cole           | 2013              |  |  |